# Wacław Sierpiński
Wacław Franciszek Sierpiński (Varsavia, 14 marzo 1882 – Varsavia, 21 ottobre 1969) è stato un matematico polacco.
Fondatore della scuola matematica polacca, fra le più rilevanti al mondo, insieme a Stefan Banach e Kazimierz Kuratowski fu uno dei massimi matematici polacchi.
Sierpiński è ampiamente conosciuto per i suoi importanti contributi nella teoria degli insiemi (ricerche sull'assioma della scelta e sulle ipotesi del continuo), nella teoria dei numeri, nella teoria delle funzioni e in topologia. 
Prendono il suo nome il numero di Sierpiński e il problema di Sierpiński ad essi associato.
Scoperte matematiche e topologiche che portano il suo nome, rilevanti per gli studi successivi, sono anche il triangolo di Sierpiński, il crivello di Sierpiński, il numero di Sierpiński, la curva di Sierpiński e lo spazio di Sierpiński.
Egli ha rappresentato la visione platonica nei problemi dei fondamenti della matematica, accettando l'esistenza di enti ideali per i quali non è assegnato un procedimento costruttivo: nella polemica su questo argomento, svoltasi nei primi decenni del secolo scorso, egli si è così collocato in posizione antitetica rispetto alle correnti costruttivistiche, quali l'empirismo di Émile Borel e l'intuizionismo di Luitzen Brouwer.

## Biografia
Figlio di un dottore, frequentò la scuola a Varsavia, dove il suo talento per la matematica fu rapidamente individuato dal suo primo insegnante di matematica. Questo era il periodo dell'occupazione russa della Polonia e fu difficile per il giovane Sierpiński ottenere un'educazione scolastica nel suo paese, in quanto la politica zarista tendeva a mantenere lo stato di analfabetismo polacco più elevato possibile, scoraggiando l'istruzione, con un conseguente calo della popolazione studentesca.
Nonostante le difficoltà, nel 1899 Sierpiński entrò a far parte del Dipartimento di Matematica e Fisica dell'Università di Varsavia. Data l'egemonia culturale che la Russia esercitava in quel periodo sulla Polonia, non sorprende che fosse il lavoro di un matematico russo, il suo docente Georgij Feodos'evič Voronoj, ad attrarre inizialmente Sierpiński.
Nel 1904 il Dipartimento di Matematica e Fisica attribuì a Sierpiński il primo premio come autore del miglior saggio in merito al contributo di Voronoj alla teoria dei numeri.
I risultati presentati in questo saggio apportarono un grande contributo ad un famoso problema sui reticoli.
Laureatosi nel 1904, lavorò per un certo periodo come insegnante di matematica e fisica presso una scuola femminile di Varsavia. Successivamente decise di stabilirsi a Cracovia per proseguire gli studi di dottorato che conseguì nel 1908; in seguito di questo fu assegnato all'Università di Leopoli.

## Contributi alla matematica

Triangolo di Sierpiński, un frattale

Nel 1907 Sierpiński si interessò alla teoria degli insiemi quando lesse, rimanendone affascinato, un teorema che affermava che i punti del piano possono essere individuati con una singola coordinata. Scrisse a Tadeusz Banachiewicz chiedendo come un tale risultato fosse possibile, ricevendo una risposta di una sola parola: 'Cantor'. Nel 1909 tenne in assoluto il primo corso completamente dedicato a tale argomento.
Durante tutta la propria vita, Sierpiński scrisse un notevole numero di articoli di ricerca (circa 700) e 50 libri. Nel periodo di insegnamento all'Università di Leopoli, tra il 1908 e il 1914, pubblicò in particolare i seguenti libri: La teoria dei numeri irrazionali (1910), Presentazione della teoria degli insiemi (1912) e La teoria dei numeri (1912).
Allo scoppio della prima guerra mondiale, Sierpiński e la sua famiglia si trovavano in Russia, mentre il governo zarista cercava di trasformare il problema polacco in un'arma politica. Dopo un breve periodo di prigionia, dalla quale fu liberato grazie all'intervento dei matematici russi Dmitrij Egorov e Nikolaj Luzin, si occupò con quest'ultimo dello studio degli insiemi analitici. Nel 1916, Sierpiński fu il primo a dare un esempio di numero normale assoluto, ovvero di un numero le cui cifre ricorrono con uguale frequenza, qualunque sia la base della notazione posizionale in cui esso è scritto.
Nel 1919, dopo un breve periodo all'Università di Leopoli, fu nominato professore a Varsavia, dove trascorse il resto della sua vita.
L'anno successivo fondò, con Zygmunt Janiszewski e il suo ex studente Stefan Mazurkiewicz, un importante giornale di matematica, Fundamenta Mathematicae, specializzato in articoli di teoria degli insiemi.
Da questo momento, Sierpiński si dedicò non solo alla teoria degli insiemi, ma anche alla topologia generale e alle funzioni di variabile reale. Nella teoria degli insiemi contribuì all'assioma della scelta e all'ipotesi del continuo. Studiò una curva frattale, nota oggi col suo nome, che descrivesse un cammino chiuso contenente ogni punto interno di un quadrato.
Nel 1921, Sierpiński fu nominato membro dell'Accademia Polacca e capo della facoltà all'Università di Varsavia.
Durante la seconda guerra mondiale continuò ad insegnare nella "Università sotterranea di Varsavia", mentre ufficialmente lavorava come impiegato negli uffici del consiglio di Varsavia. Le sue pubblicazioni continuarono, in quanto riuscì ad inviare i propri articoli in Italia.
Dopo la rivolta di Varsavia nel 1944, i nazisti bruciarono la sua casa, distruggendo la sua libreria e le sue lettere personali.
Si ritirò nel 1960 dalla professione di docente dell'Università di Varsavia, pur continuando, fino al 1967, a tenere seminari sulla teoria dei numeri presso l'Accademia Polacca delle Scienze. Proseguì anche il suo lavoro editoriale come editore capo dell'Acta Arithmetica, che egli fondò nel 1958, e come membro degli uffici editoriali delle pubblicazioni: Rendiconti del Circolo Matematico di Palermo, Compositio Mathematica e Zentralblatt für Mathematik.
Tra i numerosi riconoscimenti i che gli furono attribuiti spiccano le lauree ad honorem dall'Università di Leopoli (1929), Universidad Nacional Mayor de San Marcos di Lima (1930), Amsterdam (1931), Tartu (1931), Sofia (1939), Praga (1947), Breslavia (1947), Lucknow (1949), e Università Lomonosov di Mosca (1967).